# Leskea mauritiana
Leskea mauritiana là một loài Rêu trong họ Leskeaceae. Loài này được Besch. mô tả khoa học đầu tiên năm 1880.